# Pugabols dammar
Pugabols dammar är en sjö i Falkenbergs kommun i Halland och ingår i Suseåns huvudavrinningsområde. Sjöns area är 0,033 kvadratkilometer och den befinner sig 100 meter över havet.